# Alessandro Antonelli
(Vittorio Bersezio)
Alessandro Antonelli (Ghemme, 14 luglio 1798 – Torino, 18 ottobre 1888) è stato un architetto e politico italiano.
Divenuto deputato del Regno di Sardegna nel 1849, deve la sua notorietà soprattutto alla Mole Antonelliana, la sua opera più famosa. A lui lo scrittore Sebastiano Vassalli ha dedicato un libro, Cuore di pietra.

## Biografia
Alessandro Antonelli nasce a Ghemme, in provincia di Novara, il 14 luglio 1798 dal notaio Costanzo e dalla sua seconda moglie Angiola Bozzi, casalinga; è il quintogenito di ben undici figli.
Dopo aver frequentato il liceo artistico a Milano, si indirizza verso gli studi di architettura presso l'Accademia di Brera, per poi spostarsi a Torino all'Accademia Albertina; conseguita la laurea in Architettura e Ingegneria, svolge per quattro anni attività negli uffici tecnici demaniali del capoluogo piemontese.
Vincitore nel 1828 del prestigioso Prix de Rome con il progetto di una biblioteca a seguito di un concorso indetto dall'Accademia Albertina, si reca a Roma per un periodo quinquennale di formazione. Durante questi cinque anni studia in modo approfondito la geometria descrittiva, in particolare sotto la guida del professor Carlo Sereni. Inoltre, ha modo di vedere dal vivo le maestose architetture civili e religiose della città, che apprezza particolarmente, così come di stringere amicizia con vari scultori emergenti, tra cui Bertel Thorvaldsen. A lui chiederà di costruire l'altare maggiore della cattedrale di Novara, uno dei suoi primi progetti. Al termine del periodo di studi, nel 1833, Antonelli fa ritorno in Piemonte.
A Torino viene nominato professore di architettura, prospettiva e ornato all'Accademia Albertina, incarico che mantiene dal 1836 al 1857. Nel 1843 sposa Francesca Scaccabarozzi, giovane donna di nobile famiglia cremonese, dalla quale ha due figli; il maggiore, ingegnere Costanzo Antonelli, e una figlia morta prematuramente a soli 19 anni.
Sempre in Piemonte, elabora presto una concezione funzionale dell'architettura, incentrata sullo stile neoclassico e talvolta eclettico, che gli suggerisce un ambizioso piano di sistemazione urbanistica del centro storico di Torino e in particolare del quartiere Vanchiglia; ivi costruisce la celebre Mole Antonelliana, la Casa Scaccabarozzi (meglio nota come Fetta di Polenta) e la Casa Antonelli, edifici, questi ultimi, nei quali ha anche abitato con la moglie. Inoltre contribuisce massicciamente allo sviluppo civico e urbano della città di Novara, con la costruzione della cupola della basilica di San Gaudenzio, della vicina Casa Bossi e il progetto di ricostruzione della cattedrale di Santa Maria Assunta. Il grandioso portale di quest'ultima sarà affidato al figlio di Antonelli che lo realizzò nel 1890.
Il suo carattere forte e determinato, ma al tempo stesso talvolta generoso, lo porta però ad avere numerosi contrasti e incomprensioni con i propri clienti e molte delle sue opere verranno realizzate solo parzialmente o con importanti modifiche.
A partire dagli anni sessanta dell'Ottocento Antonelli (in qualità di rappresentante dell'Accademia Albertina di Torino) viene nominato membro della commissione incaricata di valutare i progetti della facciata della cattedrale di Santa Maria del Fiore, incompleta dai tempi del Rinascimento. L'architetto tuttavia abbandona la commissione e partecipa al concorso in qualità di progettista, ma le sue soluzioni vengono scartate.
Per buona parte della sua vita svolge anche attività politica, come consigliere regionale e provinciale e, per circa due mesi, come deputato del Regno di Sardegna.
Alessandro Antonelli muore nella sua abitazione di Torino nel 1888, all'età di novant'anni compiuti. Gli sono stati tributati funerali di rito cattolico e successivamente il suo corpo è stato sepolto nella tomba di famiglia, posta all'entrata del cimitero del comune di Maggiora.

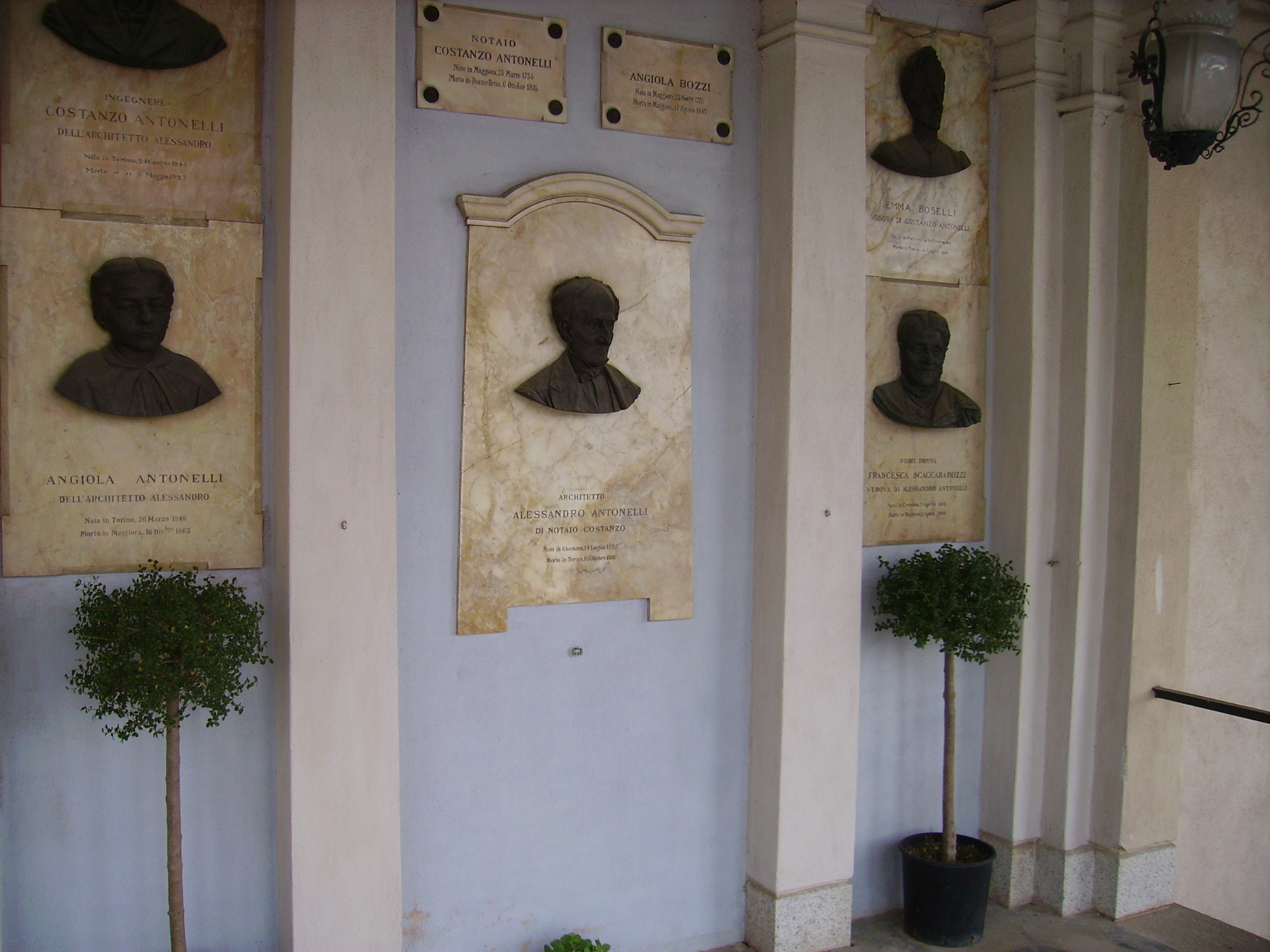
Tomba di famiglia di Alessandro Antonelli (al centro), Maggiora (NO), Italia. L'epitaffio recita: ARCHITETTO ALESSANDRO ANTONELLI DI NOTAIO COSTANZO. NATO IN GHEMME, 14 LUGLIO 1798. MORTO IN TORINO, 18 OTTOBRE 1888.

## Opere principali
Sono numerose le opere del periodo della maturità: case padronali, la sede del comune di Mortara e il santuario di Boca (la cui cupola non venne mai terminata a causa del rischio di crolli), la nuova chiesa parrocchiale di Castellamonte (anch'esso un progetto incompiuto, e del quale rimane oggi la Rotonda Antonelliana),  Villa Caccia di Romagnano Sesia, l'ospizio degli orfani ad Alessandria, i piani regolatori generali di Torino, Maggiora e Novara, la chiesa di San Clemente e l'Asilo de' Medici (entrambe a Bellinzago Novarese), la Chiesa dei Santi Bartolomeo e Gaudenzio di Borgolavezzaro e altre ancora.
A Novara, di particolare interesse, la già citata cupola della basilica di San Gaudenzio, terminata nel 1887, ardita costruzione interamente in mattoni, alta 121 m, che si accorda con la basilica manierista e con il campanile di Benedetto Alfieri; casa Bossi, uno dei migliori esempi di architettura civile ottocentesca e, parzialmente, il duomo.
Una parte dell'ospedale di Alessandria vede un progetto dell'Antonelli. Fra il 1857 e il 1861, infatti, furono eretti alcuni edifici destinati all'orfanotrofio, al reparto medicina donne, e agli incurabili.

La tecnica costruttiva dell'Antonelli ebbe una conferma nel 1863 con il progetto della Mole Antonelliana, che prende il nome proprio dal suo ideatore. Alta 167,50 m, caratteristica soprattutto per la cupola a padiglione che continua in un'altissima cuspide. L'adozione di nervature in ferro permise la massima tensione della sottilissima muratura. L'opera segna quindi il momento in cui il revival gotico si innesta su alcune conquiste tecnologiche del tutto moderne. L'edificio della Mole Antonelliana, iniziato nel 1863 quale sede del tempio israelitico, venne portato a termine nel 1897 a cura del Comune, che lo destinò a sede del Museo del Risorgimento. Oggi la Mole ospita il Museo nazionale del Cinema. Nel 1953 la guglia fu demolita da una tromba d'aria e venne ricostruita nel 1960 sui progetti originali, con rinforzo in travi di acciaio. Riprodotta sul verso della moneta da due centesimi di euro, è annoverata tra i principali simboli d'Italia.

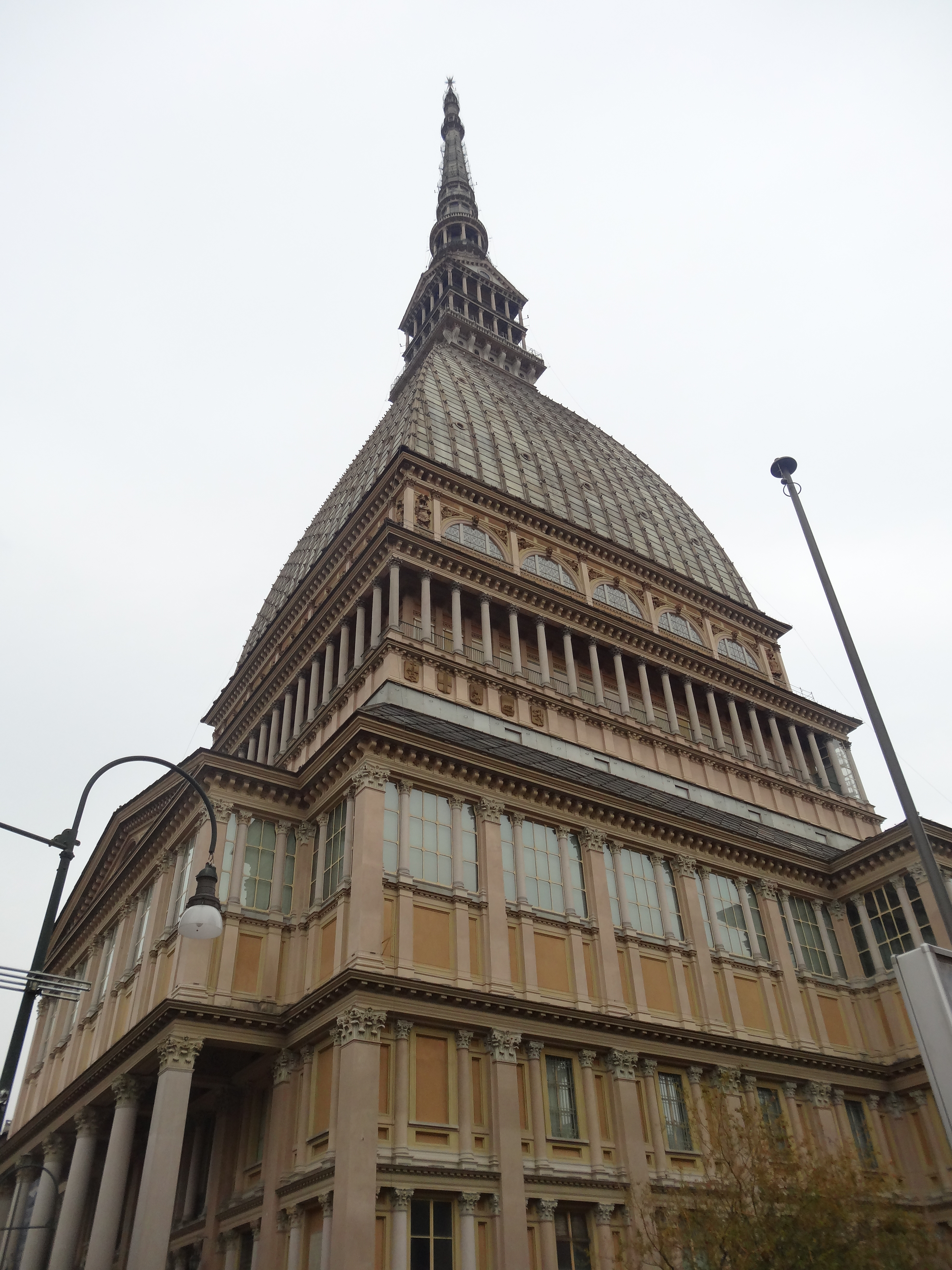
La cupola a padiglione della Mole Antonelliana
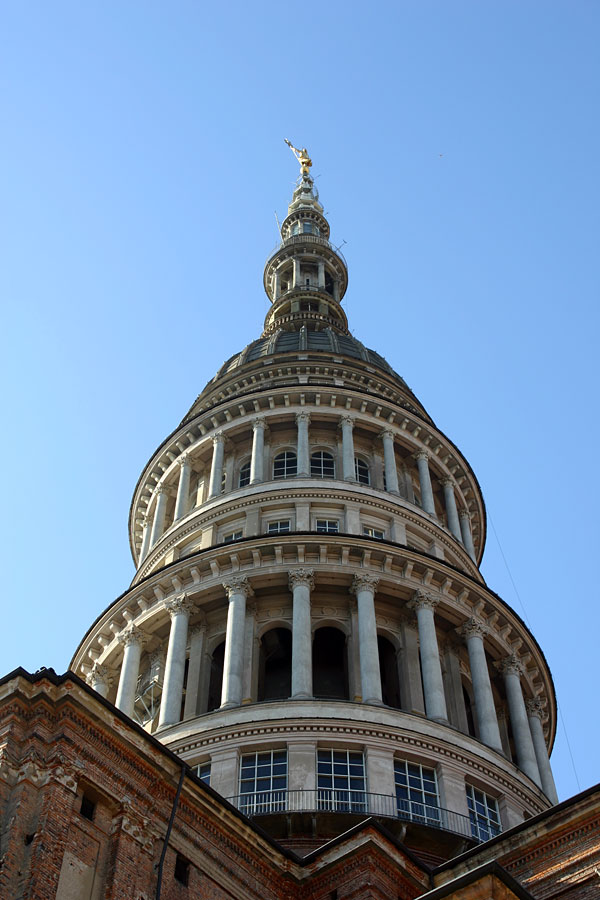
La cupola di San Gaudenzio di Novara
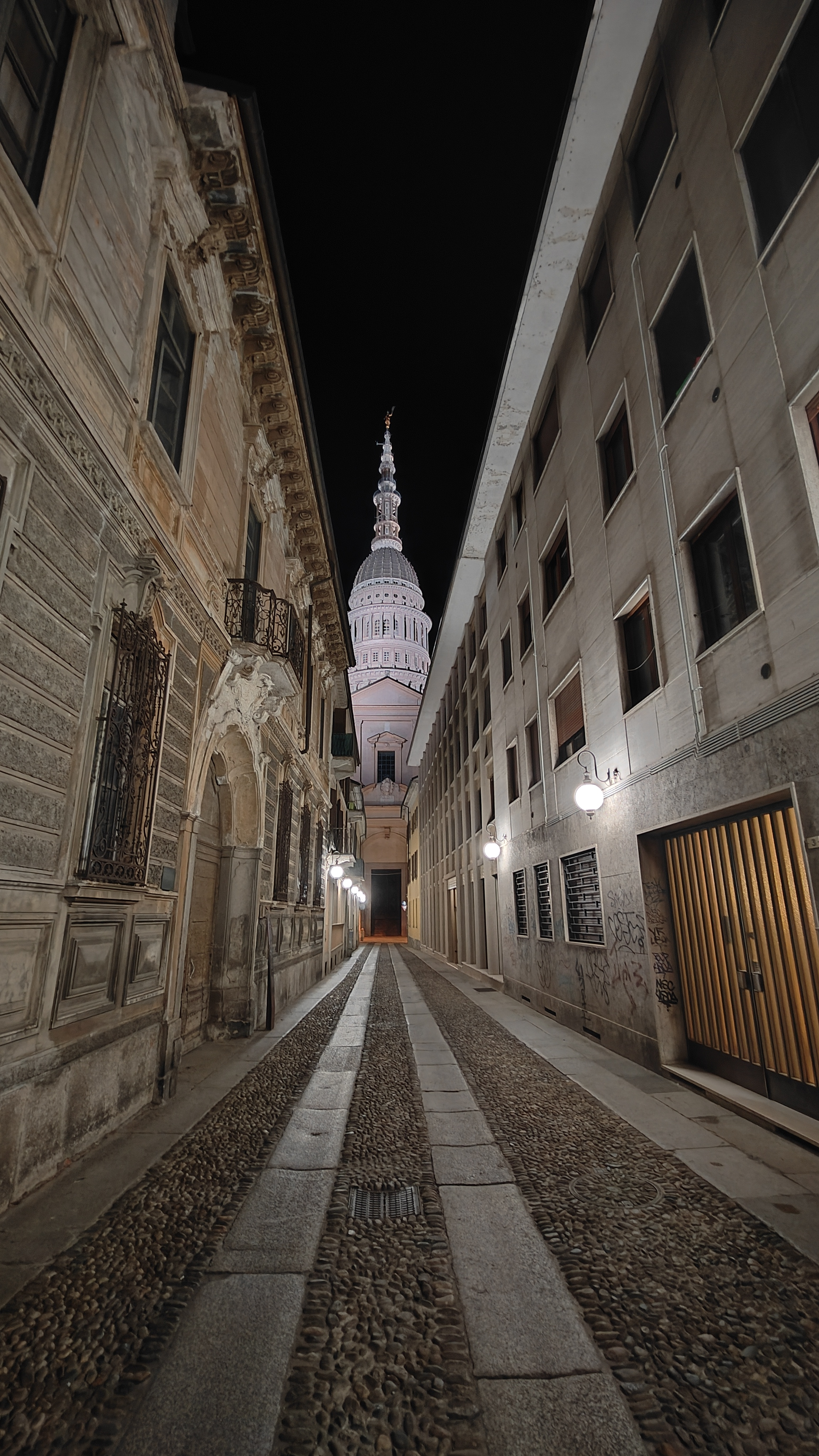
La stessa cupola (121 m, con statua 126 m) vista di notte da Palazzo Bossi
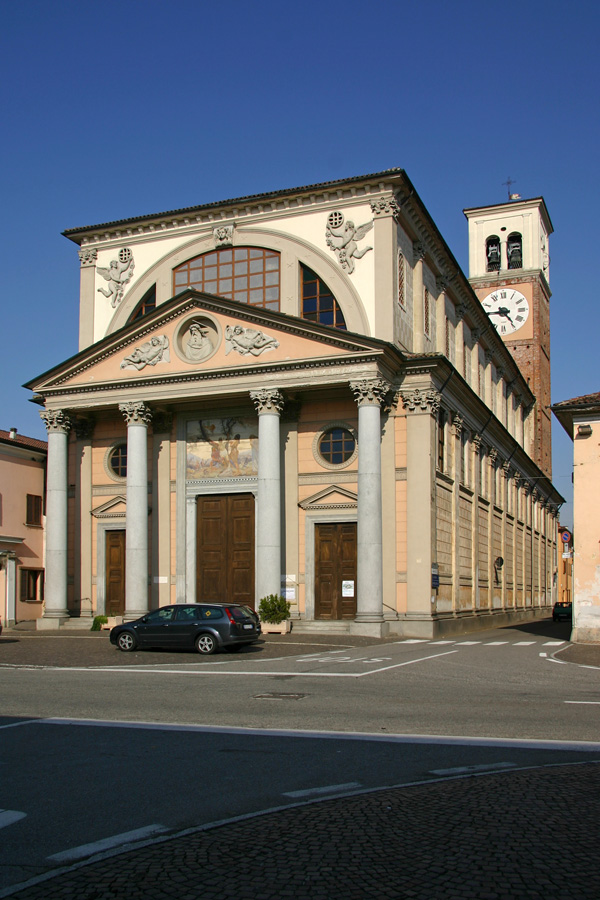
La Chiesa dei Santi Bartolomeo e Gaudenzio di Borgolavezzaro
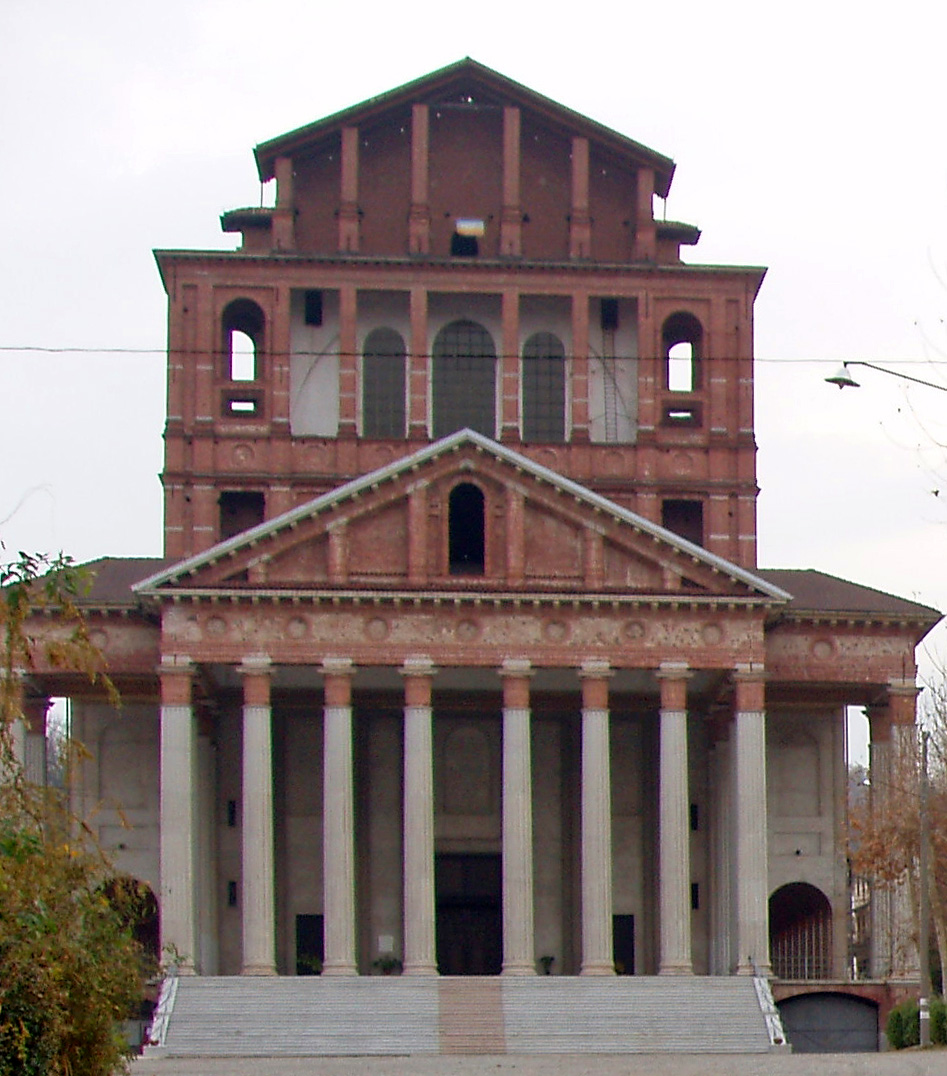
Il santuario del Crocefisso di Boca
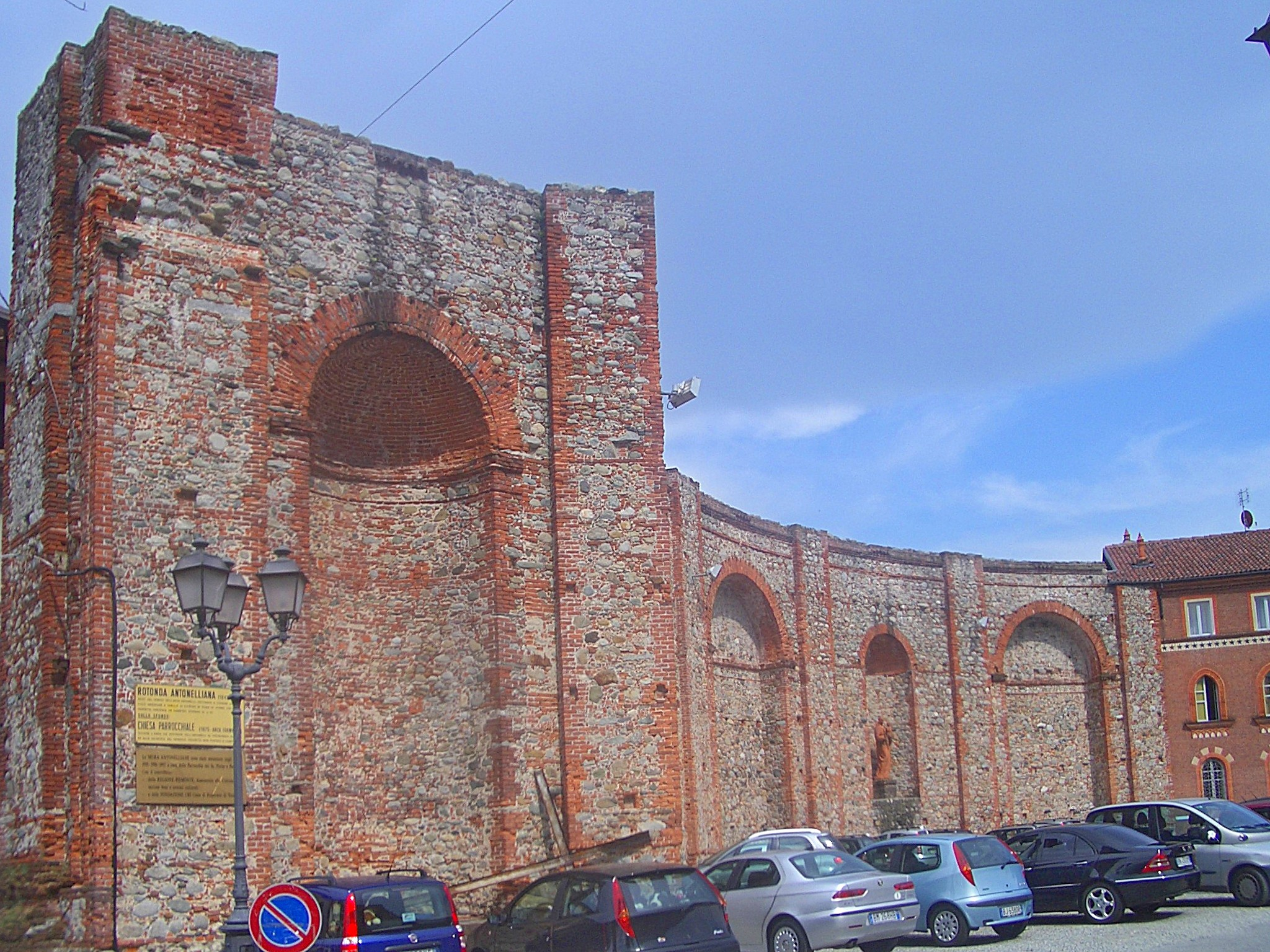
La Rotonda Antonelliana di Castellamonte
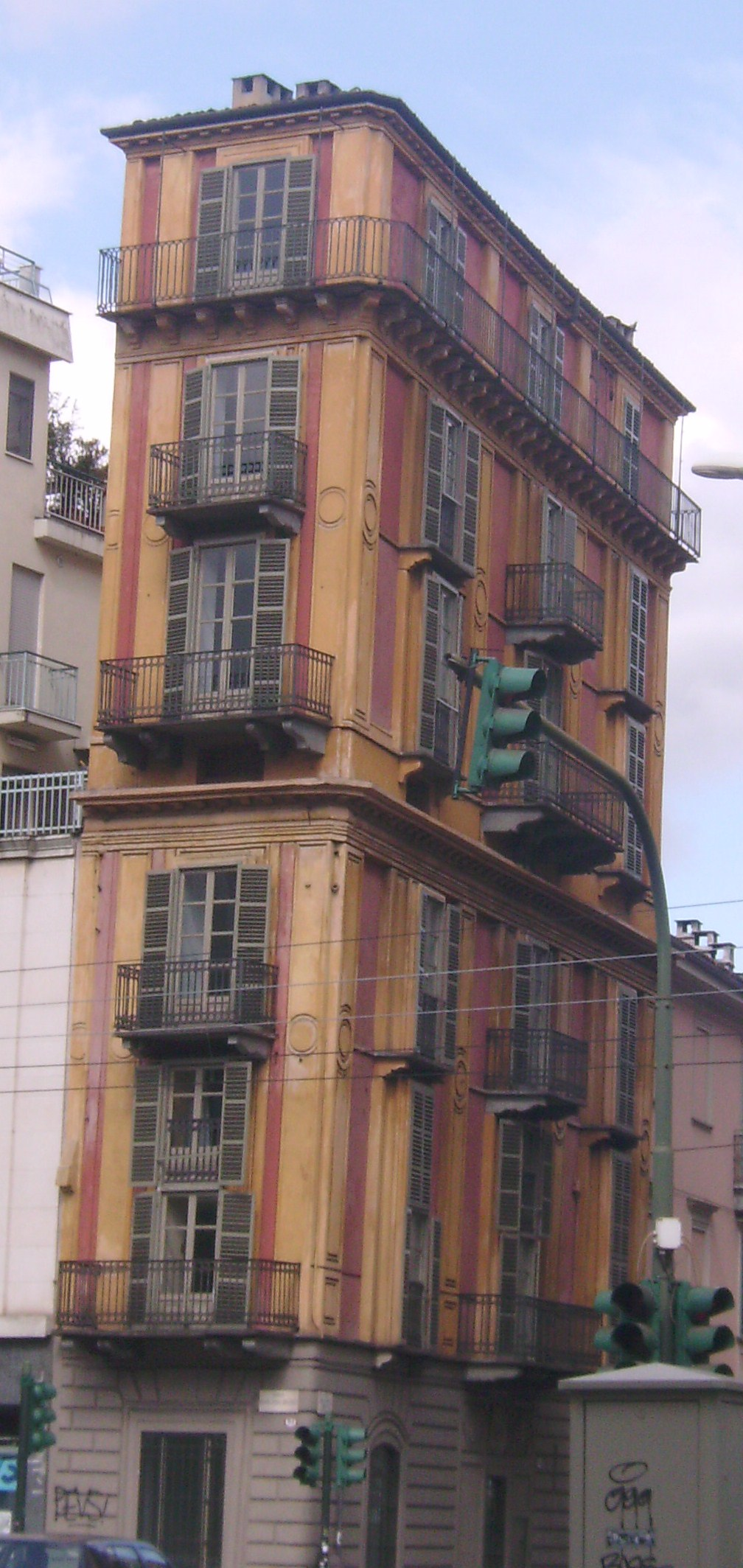
Casa Scaccabarozzi a Torino
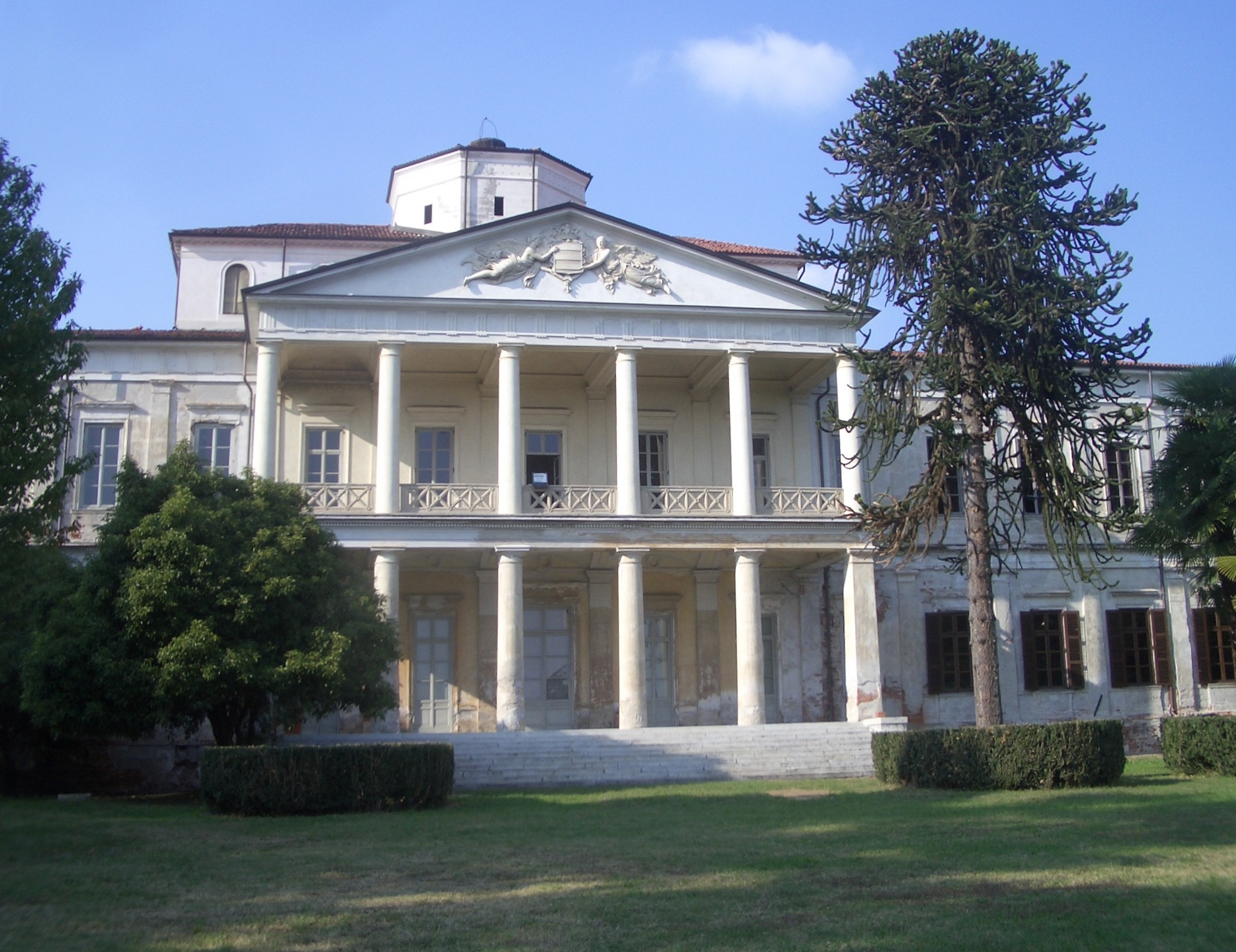
Villa Caccia di Romagnano Sesia
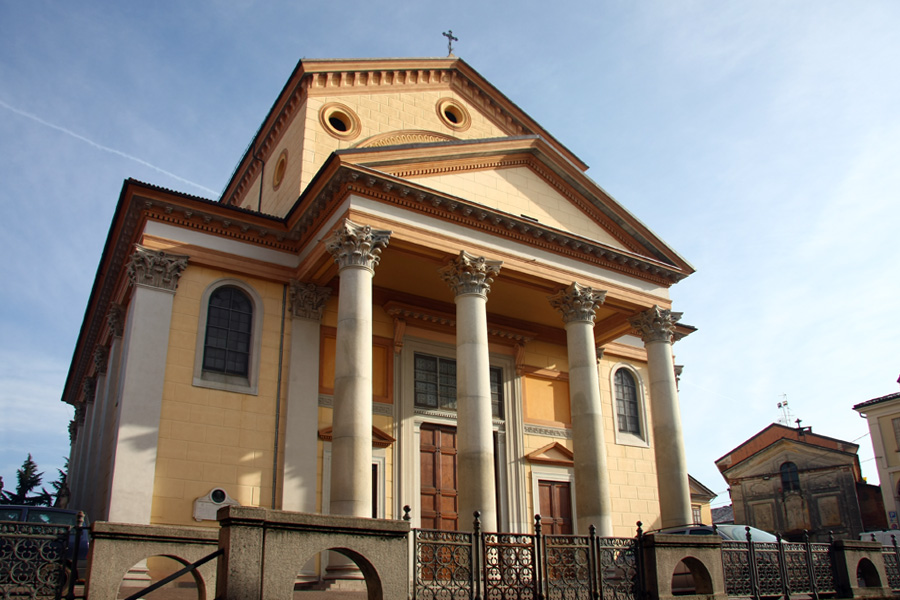
Chiesa dei Santi Pietro e Paolo di Oleggio
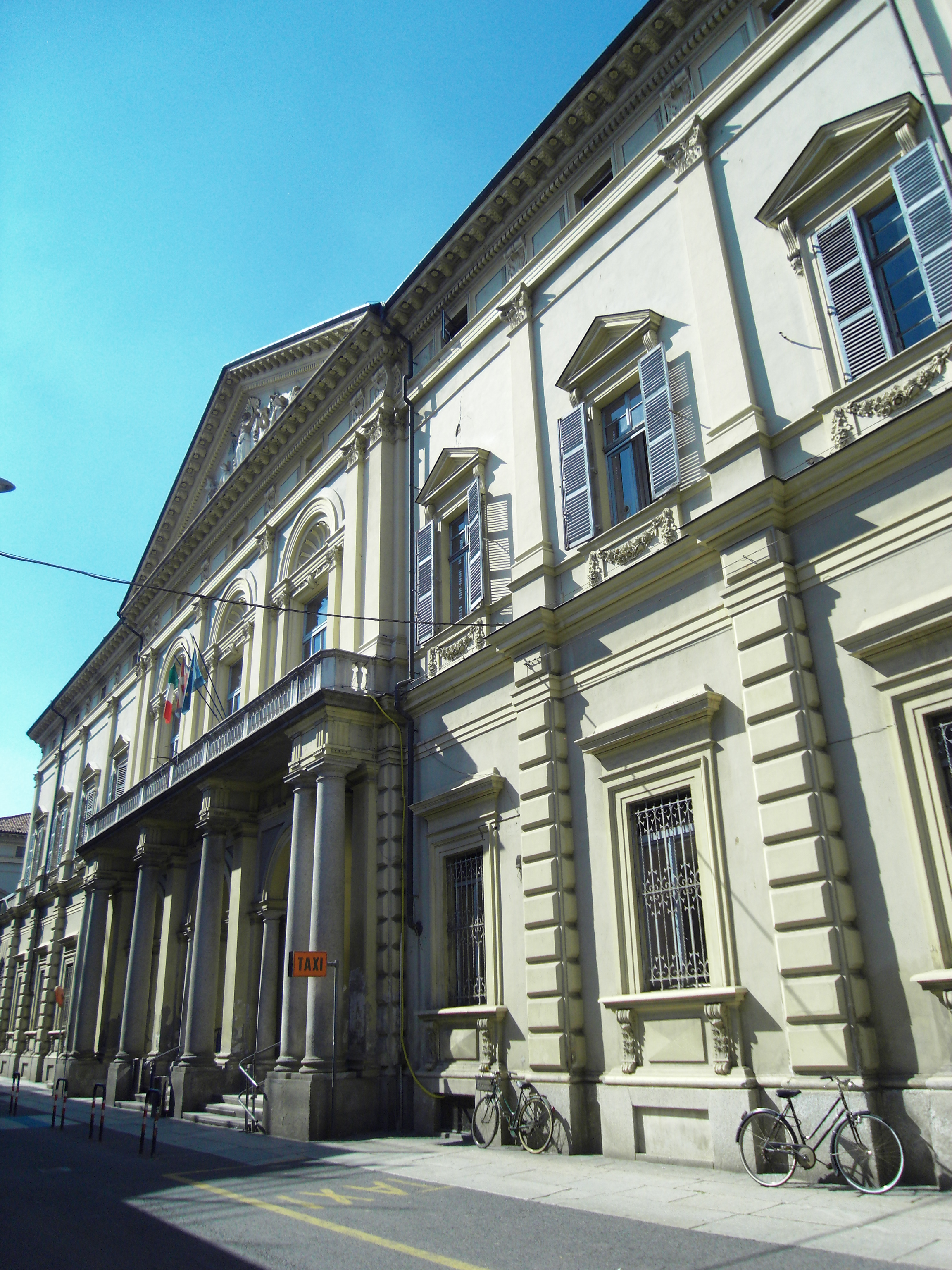
Ospedale Santi Antonio e Biagio di Alessandria

### Progetti incompiuti
Antonelli progettò una nuova chiesa parrocchiale a Castellamonte. Tale edificio sarebbe stato ispirato al Pantheon e con dimensioni importanti, con un'area di circa 5.300 mq, altezza di 50 metri, lunghezza di 137 e la capienza per 6.000 persone e con una cupola più alta di quella della basilica di San Pietro della Città del Vaticano. La costruzione dell'enorme edificio fu iniziata, con il sostegno della cittadinanza, nel 1842. Dopo la realizzazione delle mura perimetrali della chiesa e di parte delle colonne i lavori furono però abbandonati, nel 1846, a causa della mancanza di fondi. Le mura erette compongono oggi la Rotonda Antonelliana. Recentemente è stata compiuta una riproduzione moderna in 3D del progetto.
Antonelli concepì anche un grandioso progetto di trasformazione del centro di Torino, che includeva la costruzione di un nuovo Duomo al posto di Palazzo Madama ed il rifacimento di varie facciate di Piazza Castello.
Altri progetti mai realizzati includono per il rinnovamento del santuario di Oropa; il Teatro Coccia di Novara; la chiesa dei borgo Vanchiglia a Torino; ed nuova facciata di Santa Maria del Fiore a Firenze.